# Švýcarsko za Římské říše

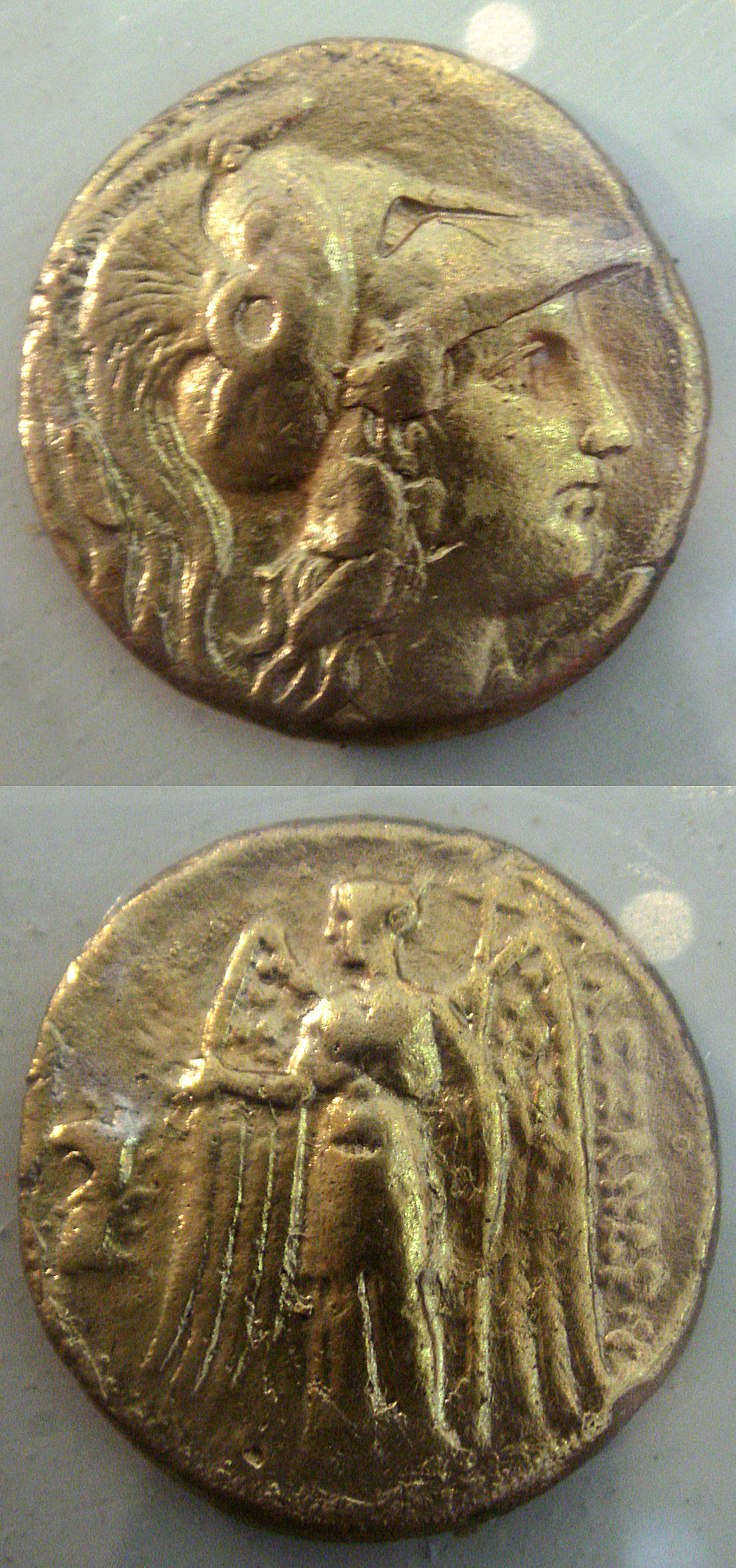
Mince, které razili Raetové od 5. do 1. století před naším letopočtem.

Římané byli na území dnešního Švýcarska přibližně 6 století, nejdříve za římské republiky, později za římské císařství. Toto území dobyli při tažení Evropou ve druhém století před naším letopočtem a opustili jej při ústupu přes Alpy v 5. století našeho letopočtu.
Švýcarsko jako politický nebo kulturní subjekt neexistovalo před vznikem Staré švýcarské konfederace v 13. století. Švýcarská plošina byla cca od roku 1500 př. n. l. osídlena keltskými kmeny, největší byli Helvéti na západě a Rétové na východě. 
V době vpádu Římanů zde žily keltské kmeny, které ovládaly strategické cesty z Říma přes Alpy do Galie. Zemi de facto dobyl Gaius Julius Caesar když v roce 58 př. n. l. porazil Helvéty.
Švýcarsko bylo do římské říše hladce integrováno během Pax Romana. Římané byli zapojováni do místní správy, stavěly se silnice, které propojovaly nově založená koloniální města a území bylo rozděleno do římských provincií.
Řím začal z území Švýcarska ustupovat během krize třetího století a zcela jej opustil v roce 401, a zemi obsadili Germánské národy.

## Římský vpád
První část, kterou Římané obsadili byl jih dnešního kantonu Ticino, po vítězství nad Galy roku 222 př. n. l. Území v okolí Ženevy se dostalo pod kontrolu Římanů v roce 121 př. n. l. a bylo včleněno do provincie Gallia Narbonensis.
Kolem roku 110 př. n. l. se dva Helvétské kmeny pod vedením krále Divica – Tigurinové a Tougeni připojily k putování Germánského kmene Cimbrů na západ. V roce 107 před naším letopočtem byli poraženi římskými vojsky pod vedením Lucia Cassia Longina. V roce 102 před naším letopočtem se Tigurinové vrátili zpět na Švýcarskou plošinu.
V roce 61 před naším letopočtem se Helvétové pod vedením Orgetorixe rozhodli opustit své území a přestěhovat se na západ. Vypálili proto 12 svých oppid a asi 400 svých vesnic. Caesar využil jejich plánovaného přesunu přes území dalších kmenů jako záminky. Překročil hranice (aniž by k tomu měl zákonný důvod, nebo svolení senátu) a v roce 58 př. n. l. Helvéty porazil a přinutil k cestě zpět. Tím začalo Caesarovo dobývání Galie. Jako úspěšného vojevůdce, který vozil do Říma z Galie bohatou kořist, se jej pak už nikdo na nelegální rozpoutání válečného konfliktu neptal. V rámci politiky "rozděl a panuj" přiznal Caesar poraženým Helvétům titul Foederati tj. spojenci.